# らしくない
「らしくない」は、日本の女性アイドルグループ・NMB48の楽曲。作詞は秋元康、作曲は大西俊也が担当した。2014年11月5日にNMB48の10作目のシングルとしてよしもとアール・アンド・シー（laugh out loud! records）から発売された。楽曲のセンターポジションは白間美瑠と矢倉楓子が務めた。

## 背景とリリース
CDシングルとしては前作「高嶺の林檎」以来7か月ぶり、配信シングルからは「イビサガール」から約5か月ぶりとなる。Type-A、Type-B、Type-C、劇場盤の4形態でリリースされた。
「らしくない」を歌う選抜メンバーは、過去最多の22人が選抜され、西村愛華、久代梨奈が初選抜。木下百花は「ナギイチ」以来6作ぶりの選抜復帰。「イビサガール」の選抜メンバーからは太田夢莉、高野祐衣、村重杏奈が外れている。
表題曲のセンターポジションは2作目「オーマイガー!」から前作「高嶺の林檎」まで務めたチームNの山本彩が外れてチームMの白間美瑠、矢倉楓子が務める。
カップリング曲は今回5曲用意され、カップリング1曲目に「友達」、カップリング2曲目は、Type-AはチームNの「休戦協定」、Type-BはチームMの「右にしてるリング」、Type-CはチームBIIの「スターになんてなりたくない」、劇場盤は「アスファルトの涙」となっている。
CDの封入特典として、劇場盤以外の3形態の初回生産分にはイベント参加券および、それぞれ全18種類ある生写真のうち1枚封入。

## チャート成績
「らしくない」のシングルCDは、2014年11月17日付オリコン週間シングルチャートにおいて初登場で1位にランクインした。同チャートにおけるNMB48のシングルの1位獲得は「ヴァージニティー」から6作連続、通算9作目となった。初動売上は約42万枚となり、前作「高嶺の林檎」の約40万7000枚を上回った。

## ミュージックビデオ
「らしくない」のミュージックビデオにはキダ・タローがゲスト出演している。
「スターになんてなりたくない」のミュージックビデオではチームBIIのメンバーの直筆サインやイラストも出てくる。

## メディアでの使用
「らしくない」には以下のタイアップが付いている。
- リブート Bijoude CMソング[4]
- 関西テレビ（関西ローカル）「NMBとまなぶくん」2014年10月16日 - エンディング・テーマ
- 関西テレビ（関西ローカル）「NMBのめっちゃバイト」2014年10月21日 - エンディング・テーマ

## シングル収録トラック

### Type-A
| #         | タイトル                      | 作詞      | 作曲      | 編曲           | 時間  |
| --------- | ----------------------------- | --------- | --------- | -------------- | ----- |
| 1.        | 「らしくない」                | 秋元康    | 大西俊也  | 野中“まさ”雄一 | 4:07  |
| 2.        | 「友達」                      | 秋元康    | 多田慎也  | 島田尚         | 5:04  |
| 3.        | 「休戦協定」(Team N)          | 秋元康    | you-me    | you-me         | 4:52  |
| 4.        | 「らしくない off vocal ver.」 |           | 大西俊也  | 野中“まさ”雄一 | 4:07  |
| 5.        | 「友達 off vocal ver.」       |           | 多田慎也  | 島田尚         | 5:04  |
| 6.        | 「休戦協定 off vocal ver.」   |           | you-me    | you-me         | 4:50  |
| 合計時間: | 合計時間:                     | 合計時間: | 合計時間: | 合計時間:      | 28:04 |

| #  | タイトル                                                  | 作詞 | 作曲・編曲 |
| -- | --------------------------------------------------------- | ---- | ---------- |
| 1. | 「らしくない（ミュージックビデオ）」                      |      |            |
| 2. | 「らしくない（ミュージックビデオ ダンシングバージョン）」 |      |            |
| 3. | 「休戦協定（ミュージックビデオ）」                        |      |            |
| 4. | 「特典映像 小谷里歩独演会<総集編>」                       |      |            |

### Type-B
| #         | タイトル                            | 作詞      | 作曲      | 編曲           | 時間  |
| --------- | ----------------------------------- | --------- | --------- | -------------- | ----- |
| 1.        | 「らしくない」                      | 秋元康    | 大西俊也  | 野中“まさ”雄一 | 4:07  |
| 2.        | 「友達」                            | 秋元康    | 多田慎也  | 島田尚         | 5:04  |
| 3.        | 「右にしてるリング」(Team M)        | 秋元康    | 入江徹    | 若田部誠       | 4:00  |
| 4.        | 「らしくない off vocal ver.」       |           | 大西俊也  | 野中“まさ”雄一 | 4:07  |
| 5.        | 「友達 off vocal ver.」             |           | 多田慎也  | 島田尚         | 5:04  |
| 6.        | 「右にしてるリング off vocal ver.」 |           | 入江徹    | 若田部誠       | 3:59  |
| 合計時間: | 合計時間:                           | 合計時間: | 合計時間: | 合計時間:      | 26:21 |

| #  | タイトル                                                                                         | 作詞 | 作曲・編曲 |
| -- | ------------------------------------------------------------------------------------------------ | ---- | ---------- |
| 1. | 「らしくない（ミュージックビデオ）」                                                             |      |            |
| 2. | 「らしくない（ミュージックビデオ ダンシングバージョン）」                                        |      |            |
| 3. | 「右にしてるリング（ミュージックビデオ）」                                                       |      |            |
| 4. | 「特典映像 はじめてのぶらり2人旅<明石奈津子/山尾梨奈 編>・はじめてのぶらり1人旅<須藤凜々花 編>」 |      |            |

### Type-C
| #         | タイトル                                      | 作詞      | 作曲      | 編曲           | 時間  |
| --------- | --------------------------------------------- | --------- | --------- | -------------- | ----- |
| 1.        | 「らしくない」                                | 秋元康    | 大西俊也  | 野中“まさ”雄一 | 4:07  |
| 2.        | 「友達」                                      | 秋元康    | 多田慎也  | 島田尚         | 5:04  |
| 3.        | 「スターになんてなりたくない」(Team BII)      | 秋元康    | 田村信二  | 佐々木裕       | 4:26  |
| 4.        | 「らしくない off vocal ver.」                 |           | 大西俊也  | 野中“まさ”雄一 | 4:07  |
| 5.        | 「友達 off vocal ver.」                       |           | 多田慎也  | 島田尚         | 5:04  |
| 6.        | 「スターになんてなりたくない off vocal ver.」 |           | 田村信二  | 佐々木裕       | 4:24  |
| 合計時間: | 合計時間:                                     | 合計時間: | 合計時間: | 合計時間:      | 27:12 |

| #  | タイトル                                                  | 作詞 | 作曲・編曲 |
| -- | --------------------------------------------------------- | ---- | ---------- |
| 1. | 「らしくない（ミュージックビデオ）」                      |      |            |
| 2. | 「らしくない（ミュージックビデオ ダンシングバージョン）」 |      |            |
| 3. | 「スターになんてなりたくない（ミュージックビデオ）」      |      |            |
| 4. | 「特典映像 NMB48 feat.吉本新喜劇 Vol.10」                 |      |            |

### 劇場盤
| #         | タイトル                            | 作詞      | 作曲       | 編曲           | 時間  |
| --------- | ----------------------------------- | --------- | ---------- | -------------- | ----- |
| 1.        | 「らしくない」                      | 秋元康    | 大西俊也   | 野中“まさ”雄一 | 4:07  |
| 2.        | 「友達」                            | 秋元康    | 多田慎也   | 島田尚         | 5:04  |
| 3.        | 「アスファルトの涙」                | 秋元康    | 鈴木健太朗 | 板垣祐介       | 3:42  |
| 4.        | 「らしくない off vocal ver.」       |           | 大西俊也   | 野中“まさ”雄一 | 4:07  |
| 5.        | 「友達 off vocal ver.」             |           | 多田慎也   | 島田尚         | 5:04  |
| 6.        | 「アスファルトの涙 off vocal ver.」 |           | 鈴木健太朗 | 板垣祐介       | 3:40  |
| 合計時間: | 合計時間:                           | 合計時間: | 合計時間:  | 合計時間:      | 25:44 |

## 選抜メンバー
- 市川美織
- 梅田彩佳
- 柏木由紀
- 加藤夕夏
- 門脇佳奈子
- 木下百花
- 久代梨奈
- 小谷里歩
- 渋谷凪咲
- 上西恵
- 白間美瑠
- 高柳明音
- 谷川愛梨
- 西村愛華
- 藤江れいな
- 村瀬紗英
- 矢倉楓子
- 薮下柊
- 山田菜々
- 山本彩
- 吉田朱里
- 渡辺美優紀